# 弗拉基米尔·瓦列里耶维奇·伊万诺夫
弗拉基米尔·瓦列里耶维奇·伊万诺夫（羅馬化：Vladimir Valer'yevich Ivanov；1971年2月10日—）是一位俄罗斯政治人物。2017年至2021年，担任达吉斯坦共和国元首和政府行政主管。2021年9月，他当选第八届国家杜马代表。
伊万诺夫于2022年因俄乌战争而受到美国财政部制裁。